# Ambrósio Cubas
Ambrósio (nascido: Ezequiel de Almeida Cubas, 6 de setembro de 1955, Capão Bonito, Brasil) é um bispo ortodoxo, intitulado Bispo do Recife, vigário da Diocese do Rio de Janeiro e Olinda-Recife sob a jurisdição da Igreja Ortodoxa Polonesa.

## Biografia
Em 1988, Ezequiel se tornou condutor do coro do Mosteiro da Transfiguração, em Mafra, em Portugal. Optou por fazer seu voto monástico em 1997, sendo subsequentemente ordenado diácono e presbítero, posteriormente elevado a arquimandrita. Em 20 de junho de 1998, foi consagrado bispo na Catedral da Santíssima Virgem Maria, no Rio de Janeiro, por Dom Chrisóstomo com a co-consagração do arcebispo Simão de Łódź e Poznań e a presença de sete hierarcas da Igreja Portuguesa.

## Diocese
Sua sede episcopal se encontra na Catedral da Teofania da Santíssima Trindade, na Várzea, em Recife.